# Грузинський державний академічний театр імені Шота Руставелі
Грузинський державний академічний театр імені Шота Руставелі — один з провідних драматичних театрів у Грузії, розташований у Тбілісі на проспекті Руставелі.

## Історія
Театр був створений у 1921 на основі існуючого з 1920 року Державного театру драми. В 1921 театру було присвоєно ім'я Шота Руставелі. З 1926 театр очолив Сандро Ахметелі.
В 1966 театр отримав почесне звання академічного.
Будівлю театру було зведено в 1879 році, як «Товариство художників». За запитом товариства кілька знаменитим художникам було доручено намалювати фрески на стінах і стелях. Серед цих художників були видатні грузинські художники Ладо Гудіашвілі і Давид Какабадзе, а також сценограф театр Сергій Судейкин, відомий по своїй роботі для Російського балету Дягілєва і Metropolitan Opera. Пізніше приєдналися до проекту ще два відомих грузинських художники, Мозе і Іраклій Тоїдзе. На жаль, унікальні шедеври, які колись прикрашали низький рівень театру Руставелі в період радянської влади були побілені, і тільки невелику частину фресок вдалося відновити.
З 2002 по 2005 в театрі здійснили ретельний ремонт, який значною мірою фінансував грузинський бізнесмен Бідзіна Іванішвілі.

## Світлини

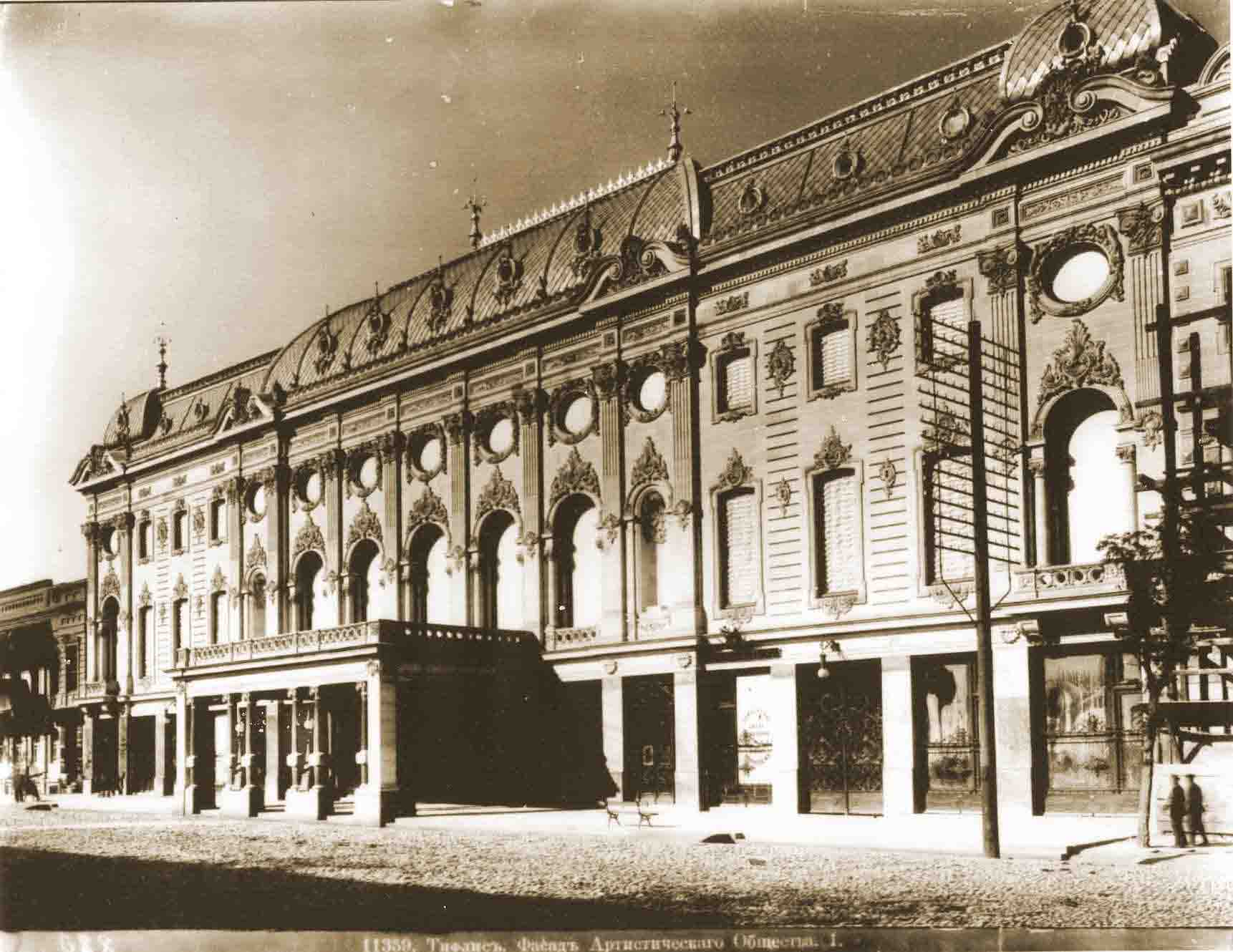
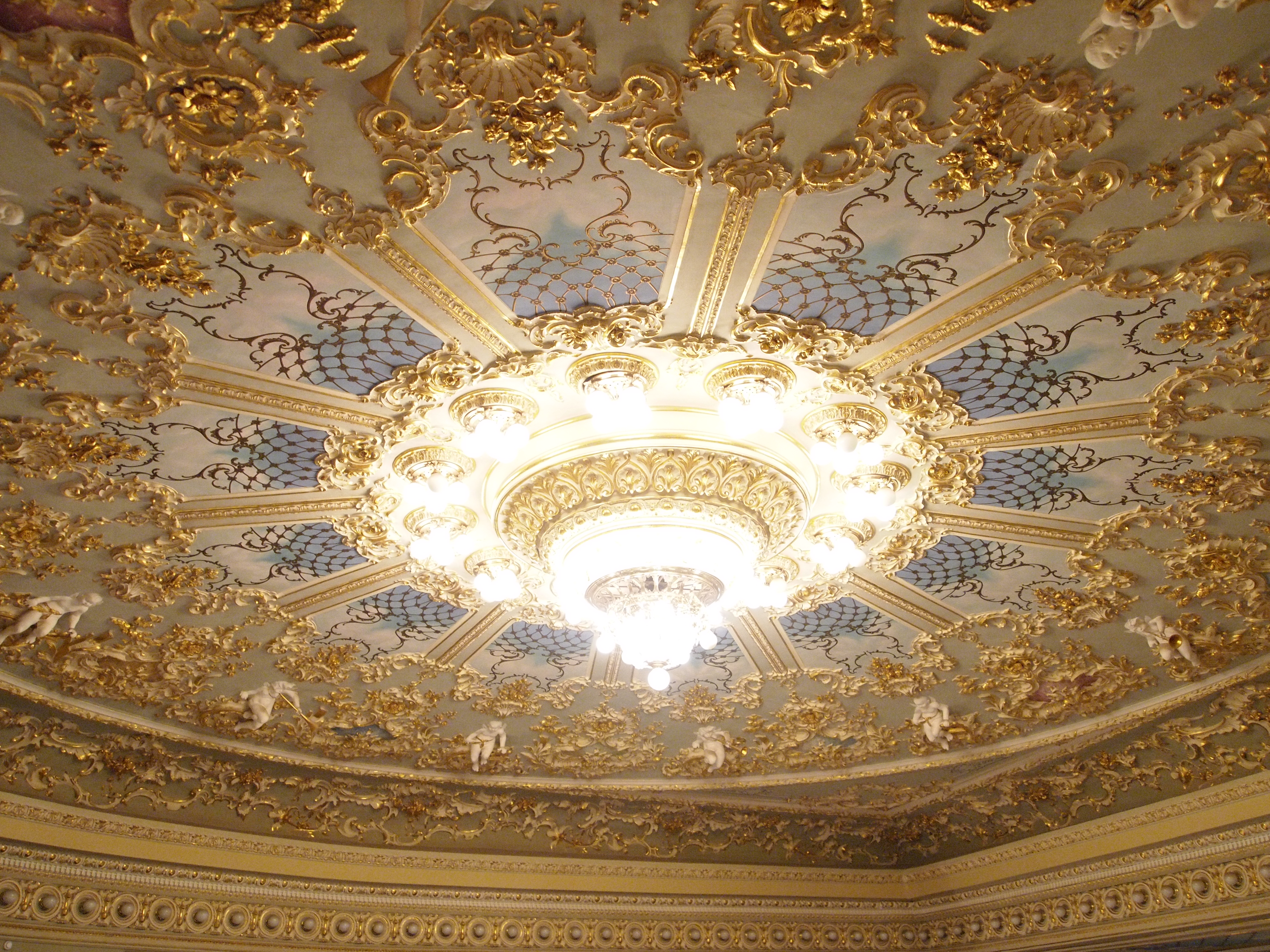
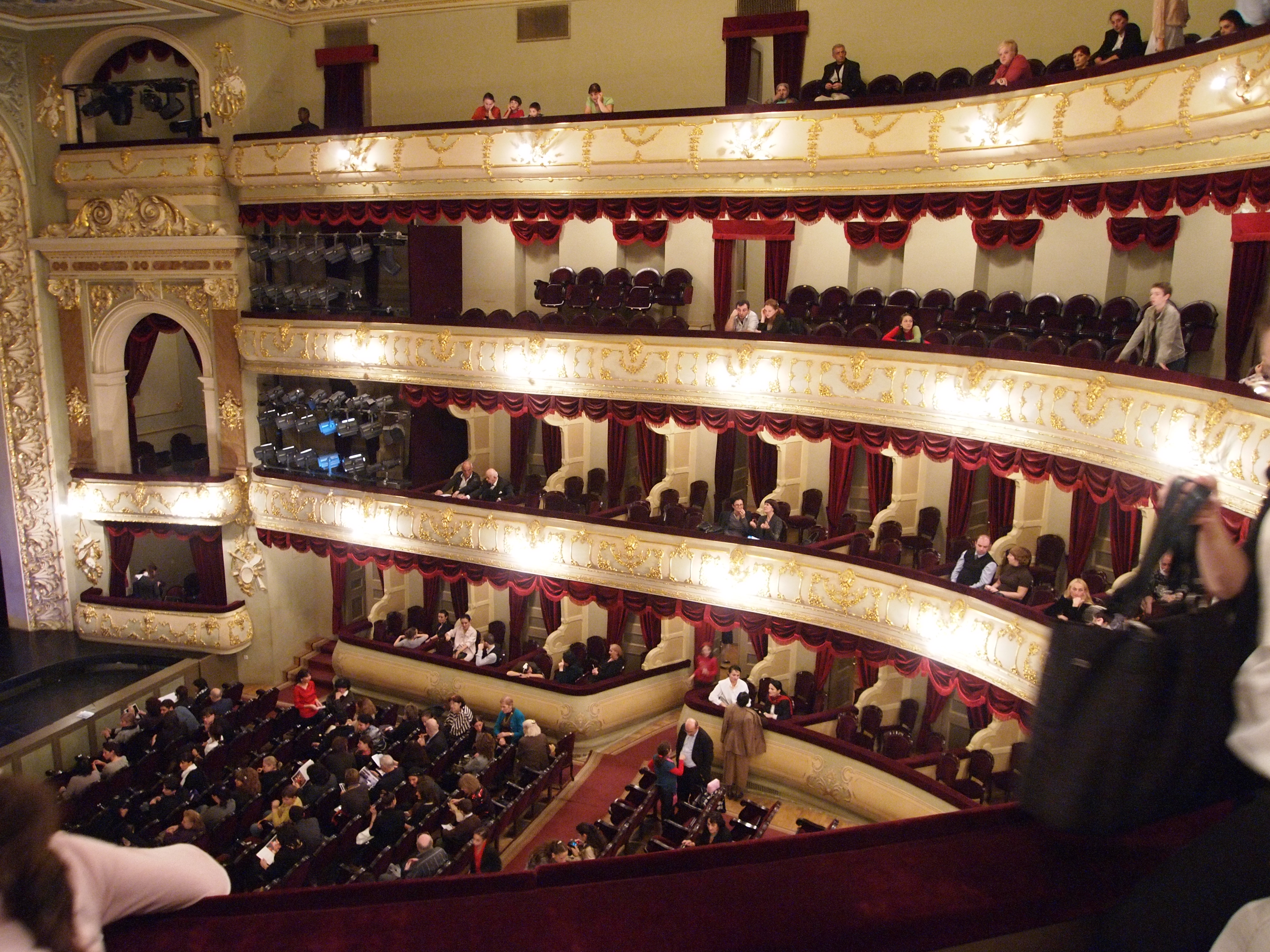
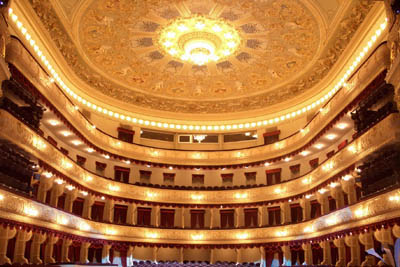